# Humacao
Humacao – miasto we wschodniej części Portoryko, w aglomeracji San Juan. Zostało założone w 1722. Jest siedzibą gminy Humacao. Według danych szacunkowych na rok 2000 liczy 62 244 mieszkańców. Burmistrzem miasta jest Marcelo Trujillo. Funkcjonuje tu port lotniczy Humacao.